# Robert van Jumièges
Robert van Jumièges (soms ook Robert Chambert of Robert Champart; overleden tussen 1052 en 1055) was de eerste Normandische aartsbisschop van Canterbury. Hij was eerder werkzaam geweest als prior van de abdij van Sint Ouen in Rouen in Frankrijk. Later, in 1037 werd hij abt van de abdij van Jumièges. Hij was een goede vriend en adviseur van de koning van Engeland, Eduard de Belijder, die hem in 1044 tot bisschop van Londen benoemde. In 1051 werd hij vervolgens verheven tot aartsbisschop van Canterbury. 
Zijn periode als aartsbisschop zou slechts ongeveer achttien maanden duren. Voor zijn benoeming tot aartsbisschop was hij al in conflict gekomen met de machtige graaf Godwin van Wessex. Nu hij aartsbisschop was, deed hij pogingen om land dat Godwin en zijn familie van de kerk hadden afgepakt, terug te krijgen. Ook weigerde hij Spearhafoc, Edwards keuze om Robert als  bisschop van Londen op te volgen. De kloof tussen Robert en Godwin culmineerde in 1052 in zijn afzetting en een enkele reis naar  Normandië. Hij werd als aartsbisschop van Canterbury opgevolgd door Stigand

## Voetnoten
1. ↑  Barlow, Edward the Confessor, blz. 50